# Anthony Perkins
Anthony Perkins (Nueva York, 4 de abril de 1932-Los Ángeles, 12 de septiembre de 1992) fue un actor estadounidense de cine y teatro, cuyo trabajo más conocido fue su papel como el asesino en serie Norman Bates en la película Psicosis (Psycho) de Alfred Hitchcock (1960).

## Biografía
Fue hijo del actor Osgood Perkins (James Ripley Osgood Perkins, 1891-1937) y Janet Esseltyn Rane. Sus inicios en el cine fueron inmejorables: debutó en la película La Actriz (The Actress, 1953), junto con Spencer Tracy y Jean Simmons, y recibió una nominación al Óscar por su segundo trabajo, en la película Friendly Persuasion de 1956, protagonizada por Gary Cooper.
Luego, rodó con varias de las actrices más prometedoras: con una joven Sophia Loren Desire Under the Elms; con Silvana Mangano This Angry Age (La diga sul Pacifico, 1958), bajo la dirección de René Clement; con Audrey Hepburn Green Mansions (1959), y con una debutante Jane Fonda Tall Story (Me casaré contigo).
Después de participaciones aclamadas en Broadway, como Té y simpatía con Joan Fontaine, interpretó al protagonista Norman Bates en la hoy legendaria película Psycho. Mucha gente opinaba que merecía el Oscar por este papel, pero no fue nominado.
Después rodó Phaedra con Melina Mercouri, bajo la dirección de Jules Dassin, y realizó el papel de Joseph K. en la aclamada adaptación al cine de la obra de Franz Kafka El proceso (The Trial), dirigida por Orson Welles. También protagonizó Le scandale de Claude Chabrol y participó en la superproducción ¿Arde París? (1966) de René Clement. Luego, Perkins regresó a Estados Unidos para tomar el papel de un joven asesino en Pretty Poison (1968), el cual afectó al resto de su carrera cinematográfica, que en la década de 1970 entró en declive. A pesar de todo, participó en filmes tan reseñables como The Life and Times of Judge Roy Bean (El juez de la horca) de John Huston, Asesinato en el Orient Express (1974) y Mahogany (1975, protagonizado por Diana Ross). También coescribió el guion para la película El fin de Sheila (1973) junto con el compositor Stephen Sondheim.
Aunque su actividad en el cine perdió pujanza en los años setenta, Perkins siguió gozando de éxito en los escenarios de Broadway. En 1974 con Equus, y en 1979 con Romantic Comedy, montaje teatral que casi llegó a las 400 funciones.
Protagonizó en los años ochenta las secuelas y la precuela de Psicosis: Psicosis II (que fue un gran éxito de taquilla), Psicosis III (que él dirigió) y Psicosis IV: El Inicio. A pesar del éxito, la mayoría de sus trabajos posteriores fueron en películas para TV.
En 1991 recibió el Premio Donostia a su carrera, otorgado por el Festival de Cine de San Sebastián. En esas fechas había rodado la película española Los gusanos no llevan bufanda, comedia dirigida por Javier Elorrieta.

## Características

### Estilo de actuación
Aunque realizó varias interpretaciones aclamadas por la crítica, Perkins nunca mencionó si se regía por un método de actuación en particular. Se sugirió que su estilo oscilaba entre el de su padre —construir un personaje de afuera hacia adentro— y «el Método» —construir un personaje de adentro hacia afuera—. Norma Moore lo observó mientras se preparaba para una escena de Fear Strikes Out en la que su personaje sufre una crisis nerviosa, cosa que describió así: «[Se lo veía] serio, muy concentrado y nervioso antes de filmar la escena... Iba y venía, no hablaba con nadie y estaba agitado». El director de la mencionada película, Robert Mulligan, dijo que Perkins «se guiaba por su instinto». Un año después, cuando trabajó en la obra de Broadway El ángel que nos mira, abordó el papel de Eugene Gant «pragmáticamente», de acuerdo con su amigo George Roy Hill, que agregó: «Él en algún momento iba a encontrar la manera correcta de interpretar ese papel, sin teorías de por medio».
Hay evidencias de que sacó provecho de experiencias traumáticas para alimentarse como actor. Cuando debutó en Broadway con Té y simpatía, el Ejército lo reclutó, por lo que tuvo que admitir que era homosexual. Esto terminó siendo contraproducente dado que despertó el maltrato de los miembros del Servicio Selectivo, suceso que lo marcó de tal forma que no quiso volver a hablar del tema. Su pareja lo recibió cuando llegó a casa y lo oyó llorar. Posteriormente, este reveló que Perkins incorporó exactamente los mismos sollozos en Té y simpatía. No obstante, en 1992 Perkins no insinuó nada parecido a esto cuando comentó cómo abordó la escena de Friendly Persuasion en que su personaje se alista en el Ejército:

Esa escena se filmó desde las 9:30 a. m., y a la 1:00 p. m. tuvimos que ir a almorzar, justo a mitad de la escena y antes de mi primer plano. William Wyler se me acercó y dijo: "Lamento mucho que te hayan interrumpido. [...] Quiero que te mantengas enfocado, si es que puedes. ¿Por qué no regresas a tu cuarto para concentrarte y vuelves a leer el guion? Comenzamos en una hora". Lo que hice fue ir a un economato cercano y comer dos hamburguesas con queso y una malteada. Luego, volví al plató e hice la escena. Como actor, no pensé en eso como algo difícil de hacer, y como así me mentalicé, no fue difícil de hacer. Bueno... cuando uno es joven puede hacer cualquier cosa.

### Influencias
Perkins, criado en Nueva York e hijo de un actor de teatro, estuvo muy influido por actores de teatro cuando comenzó a interesarse por la actuación. Sin embargo, sus influencias cambiaron con el paso del tiempo, a partir de que una gran cantidad de colegas empezaran a utilizar «el Método». En 1958, admitió en una entrevista de Holiday cuál fue su mayor inspiración: «La actuación que más influyó en mi trabajo es la de Marlon Brando en On the Waterfront... Eso es lo que quiero hacer como actor. Transmitir lo que más pueda mediante el método más simple y básico». También, más tarde mencionó a James Dean como una influencia. Estuvo afiliado al Actors Studio durante toda su vida, asociación a la que también pertenecían Brando y Dean, cosa que tal vez haya contribuido a que se interesara en «el Método». Winecoff, sin embargo, descartó cualquier posibilidad de que Perkins fuera un actor que trabajara bajo ese sistema.

## Imagen pública

### Personalidad
A lo largo de su carrera, Perkins interpretó a muchos jóvenes tímidos y sensibles. Personajes como Josh Birdwell, un muchacho dividido entre su odio hacia la violencia y sus ganas de combatir en la guerra, o el inseguro asesino Norman Bates lo convirtieron en uno de los pocos actores que no tenían problemas en mostrarse «débiles» en pantalla. Como recordó Jean Simmons, en algunas películas intencionadamente lo hacían lucir torpe, por ejemplo, dejando que la ropa le quedara pequeña. Tab Hunter indicó que «ese aspecto aniñado escondía a una persona muy tensionada, cosa que no sorprende a nadie que haya visto a Tony actuando. Su manera de moverse no era fingida. Solía encorvarse, metía las manos en los bolsillos y tenía el tic de mover el pie inconscientemente».
Algunos amigos y conocidos de Perkins llegaron a dudar sobre cuán auténtico era. Alan Sues, con quien trabajó en Té y simpatía, señaló: «Sabes, si tú interpretas a un personaje sensible, de esos que no pueden lidiar con cierto tipo de cosas, vas a agradarle a la gente. Siempre parecía que él estaba sufriendo, que sucedía algo dentro suyo, y no creo que eso fuera así. Él sabía muy bien cómo proyectar una imagen». Hunter llegó a tener dudas similares, dado que se preguntaba «qué tan genuina era su encantadora timidez y si esta no enmascaraba intenciones metódicas y muy calculadas», y creía que Perkins se había vuelto muy sombrío desde que Paramount mostrara rechazo por su orientación sexual.
Fuera genuino o no, su actitud atípica captaba la atención de los medios de comunicación, que, por ejemplo, expusieron que no sabía conducir cuando lo vieron haciendo autoestop en el rodaje de Friendly Persuasion. En las revistas, donde se lo describía como alguien infantil, se escribía detalladamente sobre sus hábitos, desde cómo vestía hasta qué comía. En la época en que el actor grabó su tercer álbum, From My Heart... (RCA Records, 1958), la redacción de Photoplay, que estaba en el estudio para tomarle fotografías, indicó que había una evidente tensión en él mientras cantaba. En ocasiones, Perkins se refería a sí mismo como raro e inseguro, algo que hizo, por caso, en una entrevista con McCall's, en la que se desahogó de la siguiente forma:

Realmente no estoy preparado para ser una estrella de cine. No tengo confianza en mí mismo. No me importa el dinero. No soy guapo. Tengo la columna encorvada. Mi cabeza es muy pequeña. No doy muchas opiniones. No me gustan las discotecas. Soy débil. Soy demasiado sensible para Hollywood. Soy un blanco fácil.

Comentarios de este estilo también los hizo en programas de concursos: cuando participó como invitado en What's My Line?, donde personas con los ojos vendados debían adivinar qué famoso tenían en frente, preguntaron si se trataba de una estrella de cine, a lo que Perkins, hablando con acento australiano para despistar, respondió que ese término le disgustaba. Una vez revelada su identidad, se le preguntó por qué motivo no le gustaba, y contestó: «Ser una estrella de cine conlleva cierto glamur del que, creo, carezco».
Aun cuando a ciertas personas les molestaba que hiciera tanto énfasis en su supuesta baja autoestima, esta actitud convirtió a algunas columnistas de espectáculos en sus admiradoras. Un ejemplo de esto es que tanto Louella Parsons como Hedda Hopper despertaran un instinto casi maternal hacia él. Hunter mencionó que esta última era «la mayor fanática de Tony Perkins en la ciudad. [...] Prácticamente lo declaró su hijo adoptivo en lo que a medios refiere y enseguida publicaba cualquier cosa que desmintiera esos rumores sobre 'el amigo secreto de Tony' [eufemismo utilizado por la prensa para hablar sobre Hunter y la relación secreta entre ambos]». La diseñadora de vestuario Dorothy Jeakins, con quien trabajó en dos oportunidades, también se encariñó con él: «[Perkins] tenía un don para que sintieras un instinto maternal por él, lo que particularmente le sucedía a mujeres adultas».

### Aspecto físico

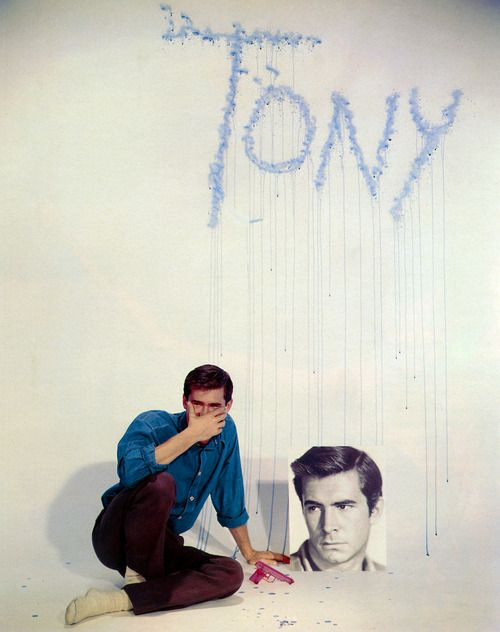
Fotografías publicitarias como esta solo aumentaron el estatus de ídolo adolescente de Perkins

Perkins, quien tenía serias perspectivas sobre su trabajo, siempre se mostró reacio a los intentos de Paramount Pictures de convertirlo en un símbolo sexual e ídolo adolescente. La compañía le brindaba papeles en películas románticas en donde lo emparejaban con diversas actrices, ya fueran las relativamente desconocidas Norma Moore y Elaine Aiken, o las estrellas Sophia Loren y Audrey Hepburn. Si bien interpretó a un travesti en The Matchmaker, su imagen en estos filmes era heterosexualizada, sin importar qué tan afeminado pareciera. Por otra parte, tuvo que actuar en escenas sin camiseta tanto en Deseo bajo los olmos como en Mansiones verdes para «dejar en claro su masculinidad», aun cuando en ambas se le veían las costillas. Esta heterosexualización sin tapujos terminó siendo perjudicial para su carrera, ya que por ella perdió papeles estelares en Some Like It Hot, que trata sobre dos músicos que se disfrazan de mujeres, y en West Side Story, un musical.
Con respecto a su atractivo físico, su amiga, la escritora Gwen Davis, recordó: «Físicamente era hermoso e intelectualmente era fascinante. A sus veinticuatro años, era Dorian Gray». Joan Fickett, actriz que trabajó con Perkins, declaró similarmente: «Tony tenía algo que lo hacía fantástico... Y también era un chico hermoso». Incluso amigos que hizo después de su apogeo en Hollywood comentaron sobre esto; Melina Mercouri, por ejemplo, dijo: «Es el actor más inteligente y lindo con el que haya trabajado. Era extremadamente generoso y hermoso, todo un caballero». En su momento, se lo promocionó como el soltero más codiciado de la industria, con artículos periodísticos titulados: «¿Tú podrías ser la esposa de Tony Perkins?», donde se mencionaba que el actor estaba en pareja con su coprotagonista Norma Moore, o «¿Por qué Tony Perkins es tan tímido con las mujeres?»
Su popularidad como ídolo adolescente incrementó en virtud de los numerosos rumores sobre su activa vida sentimental. Los medios publicaban constantemente que Perkins se enamoraba perdidamente de celebridades como Natascia Mangano o Elaine Aiken, pero el hecho de que siguiera soltero era razón de desconcierto. El actor, siguiendo las recomendaciones de Paramount, explicaba en revistas los motivos por los que, por ejemplo, no estaba casado. «No creo que pudiera actuar como lo hago si me casara. Debería darle más importancia al matrimonio que a la actuación, seguro. Pero uno nunca sabe. Hasta hace poco no sabía conducir un automóvil y, sin embargo, acabo de aprender», se excusó en Motion Picture Magazine en diciembre de 1956.
Otro aspecto que generó frenesí adolescente fue su carrera como cantante. Muchos de sus temas tratan sobre romances prohibidos, algo con lo que sus admiradores fácilmente podían sentirse identificados, y dos de ellos dan a entender que ese interés amoroso era una estudiante: «The Prettiest Girl in School» y «When School Starts Again Next Year». Ambos sencillos se lanzaron poco antes del estreno de Tall Story (1960), película en la que Perkins interpretó a un universitario, lo que provocó aún más entusiasmo entre sus fanáticos más jóvenes.

## Vida privada

### Orientación sexual

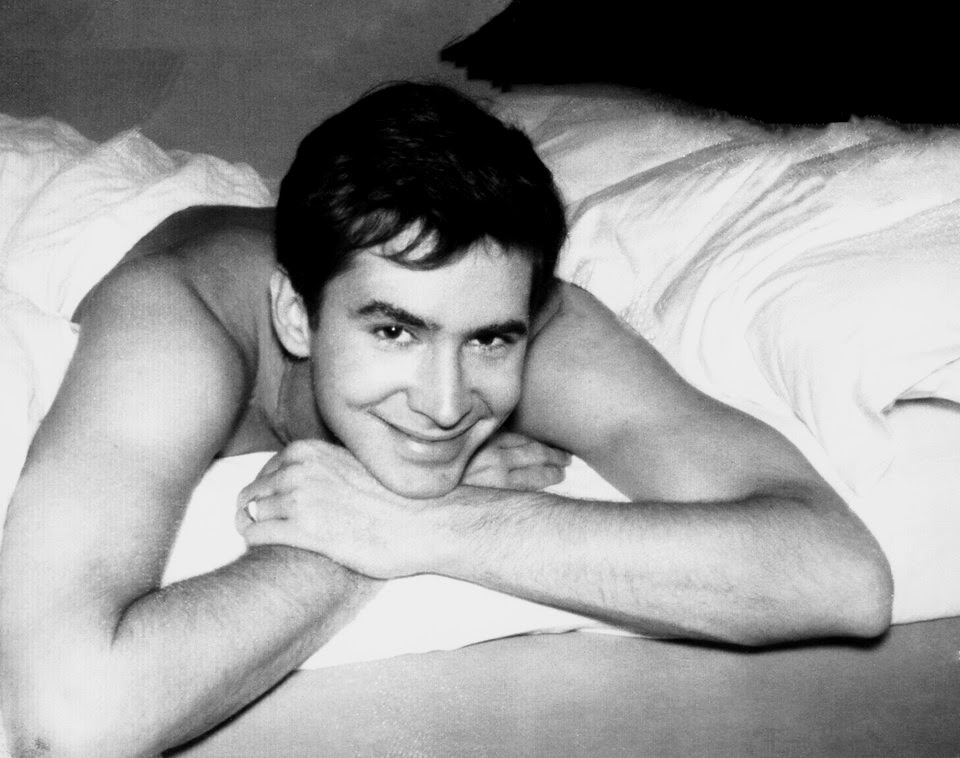
Perkins fotografiado en el apartamento de Tab Hunter por el propio actor, 1958

Existieron rumores sobre su orientación sexual desde el comienzo de su carrera, cuando interpretó a un homosexual en su debut en Broadway, Té y simpatía. Charles Winecoff, que escribió la biografía de Perkins en 1996, lo vinculó con un hecho sucedido en el Rollins College de Florida, al que asistió. Según Winecoff, una gran cantidad de estudiantes, parte de ellos amigos del actor, habrían sido expulsados y luego arrestados por ser homosexuales, cosa de la que Perkins se habría librado por su vínculo con un profesor de teatro. No obstante, no hay pruebas de ello más allá de entrevistas realizadas por este autor a antiguos estudiantes de ese colegio. Durante su etapa en la Universidad de Harvard, Perkins entabló una relación con un estudiante llamado William, que no tuvo intención de hacer pública entre sus pares.
Hasta la edad adulta mantuvo relaciones sexuales con hombres, algo que no le resultaba satisfactorio. Por el contrario, nunca había tenido experiencias de ese estilo con una mujer, puesto que la sola idea lo aterrorizaba. Perkins rechazó y reaccionó con pánico a avances de varias actrices con las que trabajó. En todos esos encuentros, «[su] cabeza se llenaba de chispazos» y su miedo patológico hacía imposible que consumara acto alguno. El actor había sido abusado sexualmente por su madre de niño y, más adelante en su vida, teorizó que eso repercutió negativamente en su relación con las mujeres. Sin embargo, de cara al público fingía: muchos de sus allegados recordaron verlo quedarse boquiabierto cuando miraba a alguna chica en la calle. Al respecto, Hunter dijo: «Siempre veías lo que Tony quería que vieras, lo que es triste en muchos sentidos».
En 1971, mientras filmaba The Life and Times of Judge Roy Bean, sintió atracción por una mujer, su compañera de elenco Victoria Principal. Estuvieron juntos durante unos días, y esta experiencia hizo que «todo ese letargo que lo había agobiado durante años» desapareciera súbitamente. Sus encuentros con Principal coincidieron en tiempo con las sesiones de Mildred Newman, que Stephen Sondheim describió como «poco éticas y un peligro para la humanidad». De acuerdo con el autor Mark Harris, «Perkins y Grover Dale estaban convencidos de que ser homosexuales los hacía infelices y querían reiniciar sus vidas estando con mujeres». Sobre Newman, el autor agregó que ella «creía ciegamente que la homosexualidad era una especie de atraso en el desarrollo e hizo una pequeña fortuna convenciendo a sus clientes de que [ser gais] les impedía tener lo que querían». Perkins le confió a un amigo suyo, Sidney Lumet, que la razón por la que acudía a terapia era para tratar la homosexualidad.

### Personas cercanas

#### Relación con Tab Hunter

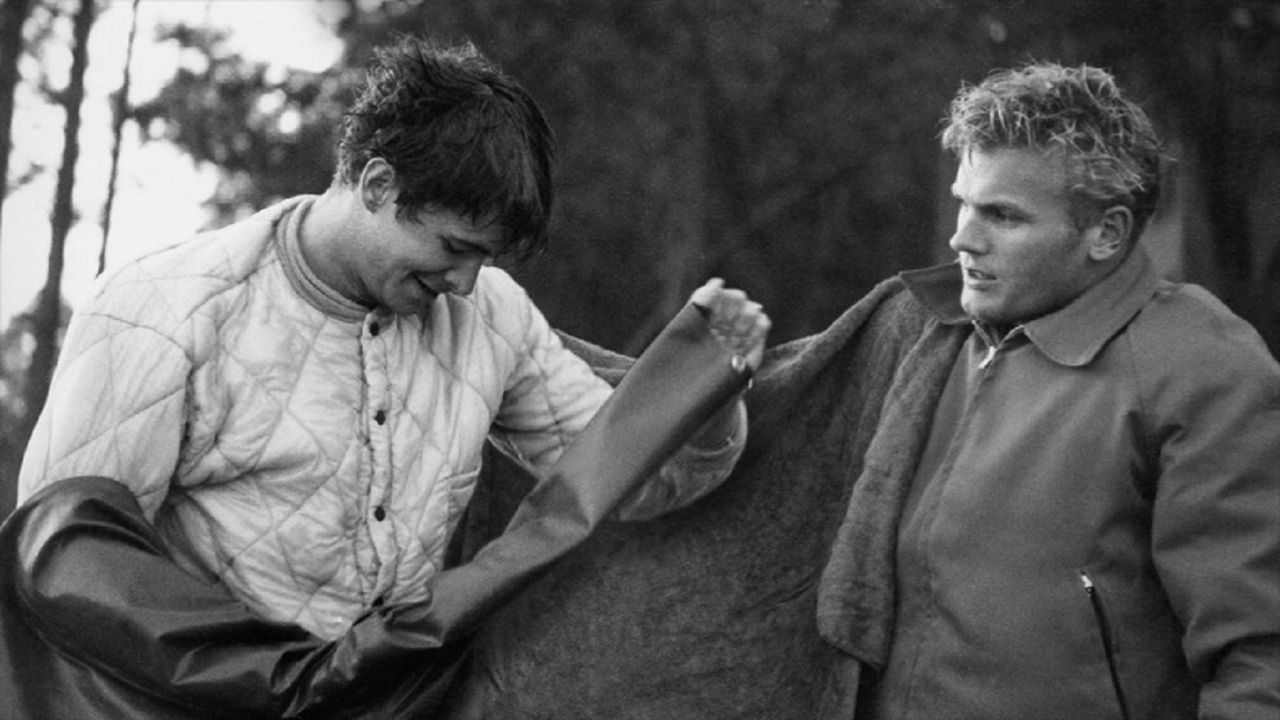
Perkins y Hunter durante una cita privada en un lago, ca. 1956

En 1956 conoció al también actor Tab Hunter en el hotel Chateau Marmont, durante el rodaje de Friendly Persuasion, luego de que Venetia Stevenson los presentara. Pronto, comenzaron una relación sentimental, que se extendió unos cuatro años. Tuvieron un marcado altibajo cuando Perkins aceptó el papel de Jimmy Piersall en Fear Strikes Out, personaje que Hunter había interpretado en televisión poco antes y que planeaba volver a encarnar en una película, algo de lo que había estado tratando de convencer a Warner Brothers. A pesar de que se sintió traicionado y decepcionado, Hunter continuó viéndolo siempre que podía.
Durante el rodaje de la mencionada película, eran frecuentes las visitas de Hunter para almorzar con Perkins, lo que generó un revuelo. Los productores temían que la prensa se enterara y causara un escándalo, por lo que a Hunter se le prohibió la entrada al estudio y a las locaciones. Según lo que Perkins contó al director Joseph Hardy, los ejecutivos de Paramount le dijeron: «Deja de hacer esto. Te vamos a convertir en una estrella, la gente no puede verte andando por ahí con ese tipo. Consíguete una chica y no veas más a ese sujeto», a lo que él respondió que amaba a Hunter. A pesar de que se reportaron varias discusiones de este estilo, Hunter afirmó que no afectaron la relación, a la que llamó «un momento maravilloso de mi vida».
Perkins era abierto sobre su sexualidad —para los estándares del Hollywood de esa época—, al menos entre sus amigos, pero Hunter negaba la suya desde un escándalo en su contra producido por la revista sensacionalista Confidential en 1955. Ambos pasaron juntos varias semanas en una casa de campo en Roma en marzo de 1957 y, dos meses después, participaron en el programa de televisión Juke Box Jury. Sin embargo, se separaron en algún momento anterior al rodaje de Psicosis y no volvieron a verse hasta 1984, año en que Hunter, que se encontraba trabajando en Lust in the Dust, lo visitó. «Lo llamé, fui a su casa y me senté con su familia. Era la primera vez que lo veía en años. Me complació enormemente ver que había formado una familia maravillosa», dijo. Estuvieron cerca de hablar una última vez en 1992, como dijo Hunter: «Sentía que tenía que llamarlo [cuando se enteró de su enfermedad] para saber cómo estaba, pero cuando tomé el teléfono, escuché en la radio que él acababa de fallecer».

#### Relación con Grover Dale

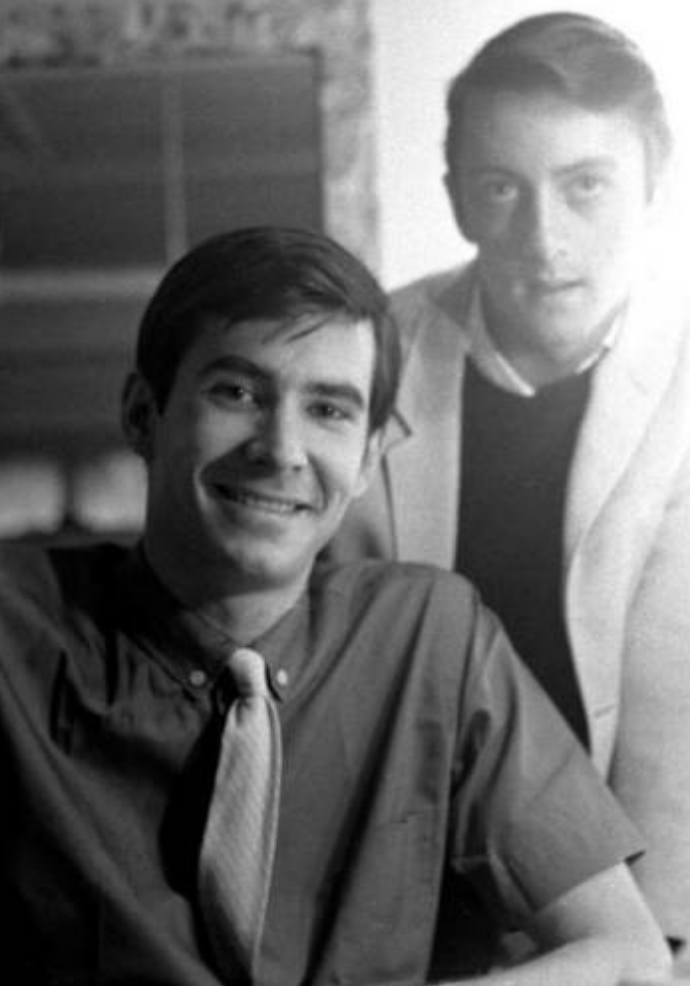
Perkins y Dale tras bastidores en el musical Greenwillow

El actor conoció a Grover Dale mientras trabajaban en el musical Greenwillow (1960), en el que Perkins asumió el papel protagónico y Dale, además de ser su suplente, era bailarín. Stanley Simmons, diseñador de vestuario de esa producción y vecino de Perkins en Nueva York, confirmó que ambos tuvieron una relación amorosa. Tony Walton, quien actuó en el musical, también afirmó que ambos intérpretes estaban en pareja, y agregó que lo mantuvieron con discreción. Posteriormente, Perkins comenzó a convivir con Dale en un departamento, que era su única residencia en el país.
Para finales de 1964, Dale se había convertido en el «hombre más importante» de Perkins y, con frecuencia, ambos paseaban a su perro en las calles de Nueva York. Organizaban fiestas a las que acudían celebridades como Jerome Robbins y Elaine Stritch, y que a menudo terminaban en intensos encuentros de Scrabble. Winecoff se refirió a ellos como «un matrimonio» en varias oportunidades, mientras que el productor musical Ben Bagley, amigo de Perkins, dijo que este «susurró [su canción "I Cling to You"] como si se la estuviera dedicando a Grover». Hacia 1969, justo cuando los disturbios de Stonewall iniciaron las protestas a favor de los derechos de los homosexuales, se los consideraba «modelos a seguir» para artistas que buscaban tener una relación homosexual abierta.
Además de Hunter y Dale, después de la muerte del actor se informó de que había tenido amoríos con el ya mencionado artista Christopher Makos, el bailarín soviético Rudolf Nuréyev y el compositor Stephen Sondheim. Asimismo, se reveló que fue uno de los dos hombres más importantes en la vida del compositor francés Patrick Loiseau.

#### Terapia con Mildred Newman
Por razones desconocidas, en 1971 terminó con Dale tras siete años de relación y, luego, recurrió a sus amigos Paula Prentiss y Richard Benjamin en busca de consuelo. Ambos le recomendaron ver a la psicóloga Mildred Newman, cuyo libro de autoayuda, How Be Own Your Own Best Friend, se encontraba entre los más vendidos del New York Times. Perkins tenía cita con ella tres veces a la semana y, en ocasiones, participaba en terapias grupales. Con el tiempo, se convirtió en una de las celebridades que más apoyaban el trabajo de la mujer.
A pesar de que Perkins se refería a ella como una persona tranquila, esto no condice con las escasas declaraciones sobre sus sesiones, que a veces terminaban en ataques de llanto, especialmente cuando Newman le pedía que se imaginara teniendo sexo con una mujer. En otras oportunidades, Newman «[lo] presionaba sin cesar. Me preguntaba por qué estaban tan reprimido con las mujeres. Tuvimos momentos tensos, discutíamos. Yo le decía: "Hoy no quiero volver a hablar sobre eso", y ella respondía: "Yo sí quiero hablar sobre eso"».
En 2022, Dale desmintió la creencia popular de que Perkins comenzara a ver a Newman para volverse heterosexual:

Tony y yo nos reuníamos con Mildred Newman, una psicóloga. [...] En unas semanas, Tony, Anita [Morris, esposa de Dale] y Berry Berenson [esposa de Perkins], que en ese momento era fotógrafa, vivíamos todos juntos en la misma casa, ¿de acuerdo? Anita y yo nos quedábamos en un departamento que quedaba en el jardín, Tony y Berry vivían arriba del dúplex, y eramos nosotros cuatro. Todos nuestros amigos pensaban que nos estábamos volviendo locos, que nos estaban lavando el cerebro con esas relaciones. Primero, yo me casé con Anita; tres semanas después, Tony y Berry se casaron.

#### Matrimonio con Berry Berenson
La fotógrafa Berry Berenson, hermana menor de la actriz y modelo Marisa Berenson y nieta de la diseñadora de moda Elsa Schiaparelli, había estado enamorada de Perkins desde adolescente. No se sabe exactamente dónde ni cómo se conocieron, aunque sí se informó que fue en 1972. De acuerdo con un artículo de People, el primer encuentro habría sucedido en una fiesta en Nueva York, en la que ella le preguntó si podía entrevistarlo para la revista Interview, y unos días después de eso habrían empezado su relación. Otras fuentes, no obstante, insisten en que el actor conoció a su futura esposa en el plató de la película Play It as It Lays.
Perkins y Berenson empezaron a verse a menudo, aunque no de manera romántica, dado que ella estaba comprometida con Richard Bernstein. De a poco, su relación pasó a ser romántica y, más tarde, sexual, al punto de que Berenson quedó embarazada. Según Winecoff, cuando le develó esto a su prometido, Bernstein reaccionó recriminándole que Perkins era gay y por lo tanto no la amaba. Antes de abandonarlo ese mismo día, Berenson habría respondido: «¡No es cierto! ¡Está viendo a Mildred Newman y quiere ser heterosexual!» La fotógrafa tenía intenciones de casarse y vivir un «cuento de hadas», en sus propias palabras, pero Perkins era mucho más escéptico, pese a que le emocionaba la idea de convertirse en padre.

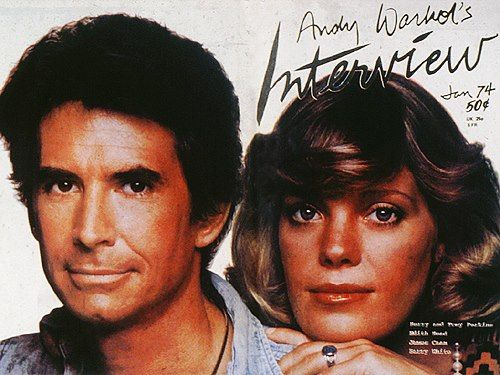
Perkins posando con Berenson en la portada de Interview, en enero de 1974

Se casaron el 9 de agosto de 1973, cuando él tenía 41 años y ella, 25, además de que estaba embarazada de tres meses. Su primer hijo, Oz Perkins, nació al año siguiente y es actor y director, mientras que el segundo, Elvis Perkins, nació en 1976 y es músico. Personas cercanas al actor se sorprendieron al enterarse de esto y creyeron que no durarían mucho tiempo. Venetia Stevenson, por ejemplo, dijo posteriormente: «Fue un tremendo shock enterarme de que Tony se había casado. Él era muy gay, totalmente gay». Su amigo Don Bachardy, por su parte, afirmó: «Pensé que este comportamiento suyo era extrañísimo. ¿Honestamente pensó que casarse con Berry Berenson podría convertirlo en heterosexual?» Berenson admitió que su esposo le reveló que había sido homosexual durante toda su vida, algo a lo que ella no dio importancia. La familia vivía modestamente en una vieja residencia estilo español en Hollywood Hills y, en cuanto a Perkins, el periodista Brad Darrach analizó en 1983:

Casarse ha cambiado mucho a Tony. Uno sigue sintiendo esa electricidad cuando lo tiene en frente, [...] pero el pánico en su mirada, esa sonrisa que no era más que un reflejo, [...] todo eso se ha ido. Hace diez años, era un adolescente en el cuerpo de un hombre. Ahora, se ha convertido en un adulto: abierto, directo, seguro, una autoridad.

Sin embargo, en secreto habría tenido aventuras con hombres. Con respecto a esto, Stevenson dijo: «Tony no era un promiscuo ni uno de esos tipos que van a bares todas las noches. Tengo entendido que después de casarse sí se hizo totalmente promiscuo. Pero en la época en que yo lo conocí, tenía relaciones serias». Berenson estuvo casada con el actor hasta su muerte y perdió la vida durante los atentados del 11 de septiembre de 2001, como pasajera del vuelo 11 de American Airlines, que se estrelló en la Torre Norte del World Trade Center.

#### Amistades
A lo largo su carrera, trabajó con una gran cantidad de celebridades, muchas de las que más tarde lo recordaron cariñosamente. Por ejemplo, entabló amistad con su coprotagonista en Deseo bajo los olmos, la italiana Sophia Loren, quien dijo que vio a Perkins «tan neurótico y guapo como todos lo recordamos en Psicosis. Era un muchacho amable, educado y algo taciturno que no sabía disimular sus inquietudes. Teníamos cierta complicidad: él me ayudaba a hablar en inglés y yo intentaba hacerlo reír». Por otra parte, Perkins le comentó a la prensa que su único objetivo al filmar Mansiones verdes era hacer reír a Audrey Hepburn, mientras que Elaine Aiken comentó que el actor le robaba su comida a modo de broma en el rodaje de The Lonely Man. Aiken, además, sabía que él era gay, lo que no le molestaba.

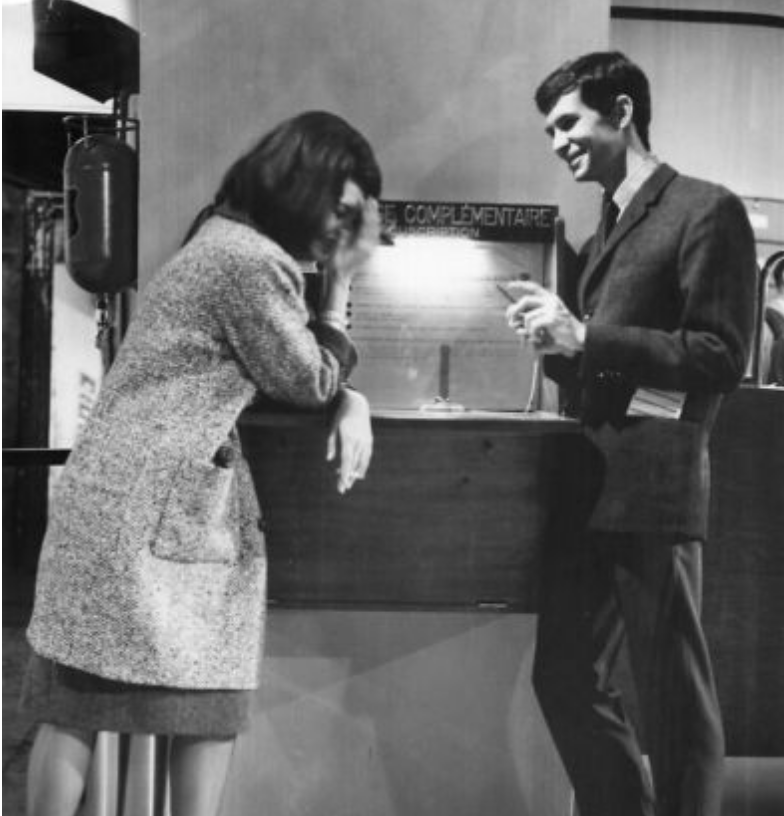
Perkins y Sophia Loren en el rodaje de Five Miles to Midnight

Tuvo un vínculo de similar índole con Venetia Stevenson, con quien solía desahogarse. Ella le comentó a Tab Hunter lo siguiente: «[Perkins] se quedaba a dormir conmigo y me contaba historias tristes. [...] Estaba completamente loco por ti». En otro momento, Stevenson le dijo a Winecoff: «Eramos muy amigos, y él dormía en mi casa [que estaba a una cuadra de la residencia de Perkins y Hunter], en mi cama. Pero nunca sucedió, tú sabes... nada entre nosotros. Si tienes un amigo del sexo opuesto que es gay, está en el aire. ¿Sabes a lo que me refiero?» A pesar de su frase «los actores son ganado», Alfred Hitchcock se llevó bien con él cuando lo dirigió en Psicosis, e incluso aceptó muchas de las sugerencias que Perkins hizo para su personaje, como el que este comiera maíz dulce. También, fue uno de los actores favoritos de Orson Welles, con quien trabajó en cuatro oportunidades.
Uno de sus amigos más conocidos fue Stephen Sondheim, con quien convivió durante un corto tiempo. Desde que compuso el musical Evening Primrose, el único proyecto en que trabajaron juntos, Perkins se convirtió en la musa de Sondheim. El letrista siguió creando musicales y le ofreció el papel protagónico en todos ellos, pero por conflicto de calendario Perkins rechazó cada uno. No obstante, aceptó colaborar en el guion de la película de crimen y misterio El fin de Sheila (1973), proceso que duró tres meses y que fue bastante interrumpido. El compositor dijo que tanto la escritura como el tiempo que pasaron durante el rodaje en Francia fueron su experiencia laboral preferida. Los dos colaboraron en otros guiones que nunca se lanzaron: The Chorus Girl Murders y Crime and Varations. Sondheim fue padrino de los hijos de Perkins y asistió a su última fiesta de cumpleaños.

### Carácter e intereses
Varios de sus amigos y allegados lo describieron como tímido, neurótico y muy atrayente. Bruce Jay Friedman, autor de la obra de teatro Steambath, dijo: «Él era extremadamente encantador, pero también se controlaba mucho. Siempre daba la sensación de que en su cabeza pasaban cuatro ideas al mismo tiempo». Mary Tyler Moore, quien trabajó con Perkins en el telefilme de 1978 First, You Cry, coincidió en que era encantador y añadió: «Era un actor muy entusiasta, se notaba que amaba su trabajo... Simplemente era un buen tipo, algo que yo no me esperaba en absoluto. Antes de conocerlo lo imaginaba astuto, muy sofisticado y elegante. Seguramente también tenía esas cualidades, pero no es lo que más recuerdas de él».
Perkins se vio abstraído hacia los libros desde niño y adoraba leer, cosa que acompañó a su interés en la escritura, lo que practicó toda su vida. Cuando estudiaba en la Browne & Nichols School, fue editor literario del periódico de la escuela, The Spectator, para el que ocasionalmente escribía artículos periodísticos. Este interés llegó a formar parte de su trabajo, ya que, a principios de la década de 1970, escribió el guion de la película El fin de Sheila, junto con Stephen Sondheim. Con respecto a esta única ocasión, Perkins años después reflexionó: «Actuar es simplemente memorizar líneas, y yo soy bueno en eso. Escribir es más difícil y requiere más trabajo».
Era un ávido seguidor del juego de mesa Scrabble y del programa de televisión The Ed Sullivan Show, en el que participó durante su apogeo. Además, cuando estaba en pareja con Hunter, una Navidad le compró una mesa de ping-pong que colocaron en la terraza y en la que jugaron partidos maratónicos. Aunque no era especialmente atlético, solía acompañar a Hunter cuando este montaba a caballo en algún espectáculo o para hacer esquí acuático. Ya en sus cincuenta años, emprendía caminatas por la mañana, así como sesiones de cuarenta minutos de pesas y calistenia por la tarde.

### Política

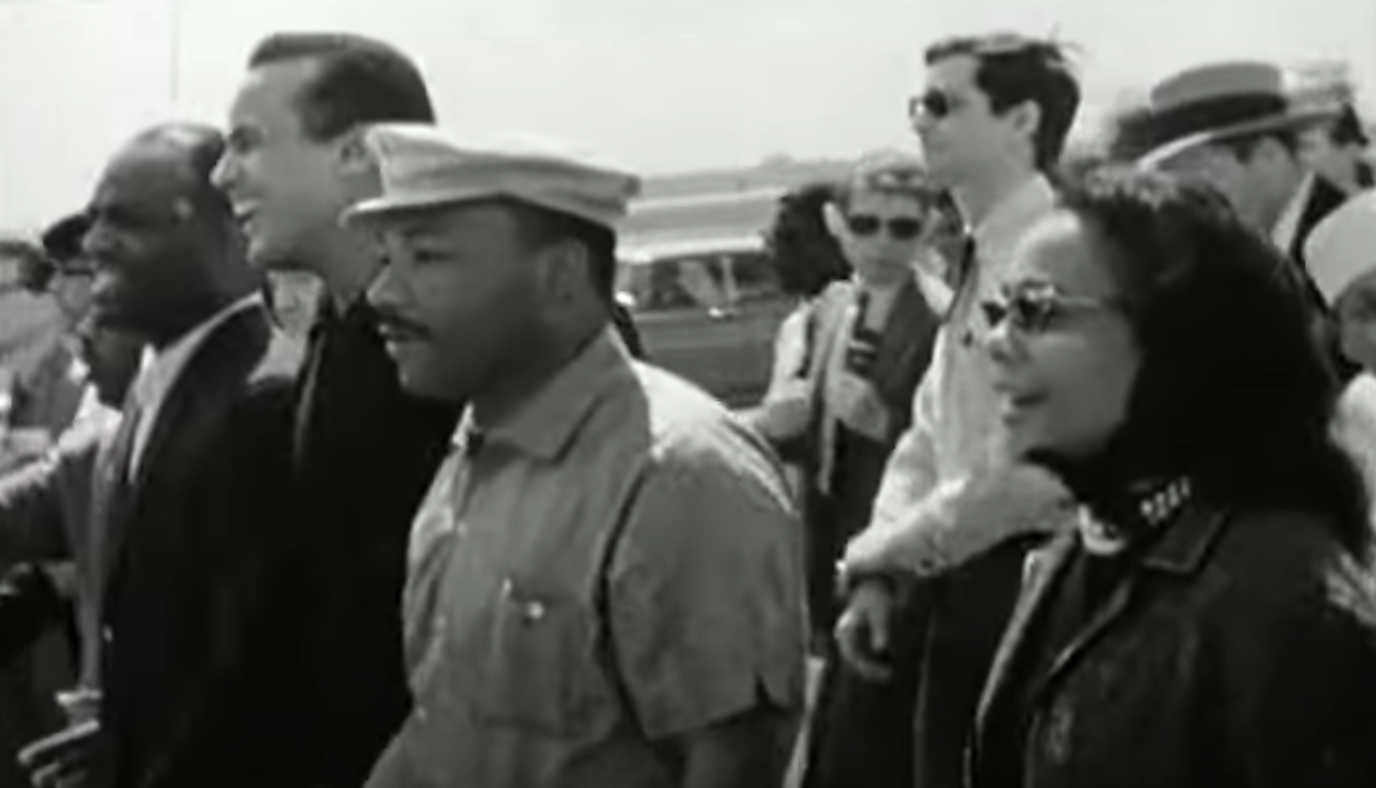
Perkins —por detrás, en el extremo derecho— con Harry Belafonte, Martin Luther King y Coretta Scott King durante la marcha de Selma

Como demócrata, apoyó causas progresistas a favor de los derechos civiles y el feminismo. En 1965 participó en la marcha de Selma, manifestación con la que se buscaba la desprohibición del sufragio hacia los afroamericanos. Existen fotografías en donde el actor se encuentra al lado de Martin Luther King, y se sabe que al día siguiente se dirigió hacia Montgomery, capital del estado de Alabama.
Si bien permaneció en el clóset toda su vida, en varias oportunidades expresó su apoyo hacia los derechos LGBT. En una entrevista con Boze Hadleigh, dijo que el hecho de que solamente estuviera permitido el matrimonio entre hombre y mujer le resultaba «arcaico» y que, si tener hijos era el único motivo para casarse, «los homosexuales pueden adoptar». Incluso antes de que se le diagnosticara sida, participaba regularmente como voluntario del Project Angel Food, una organización sin fines de lucro que reparte comida a pacientes de esa enfermedad. Perkins promovió el feminismo y declaró que la liberación de la mujer también lo había liberado. Asimismo, reveló que asumió un rol «maternal» con sus hijos, al cocinarles y ocuparse de ellos.

### Religión
Perkins, a diferencia de su madre, quien se había criado en un hogar estrictamente religioso, no era una persona de fe. Las únicas ocasiones en que discutió sobre este asunto sucedieron en su juventud, para disgusto de su madre. Se definió como ateo durante toda su vida, aunque celebraba fechas festivas como la Navidad. No solía hablar sobre religión, salvo excepciones, como cuando tenía que comentar sobre algún personaje —por ejemplo, en Crimes of Passion interpretó a un pastor—. No obstante, aprovechó esas ocasiones para comentar que esta a menudo se utilizaba como excusa para no legalizar el matrimonio entre personas del mismo sexo. En su adultez, cuando Boze Hadleigh lo entrevisto, dijo: «El sentido común deja de ser tan común cuando la religión entra en escena».

## Fallecimiento
A mediados de 1990, se realizó una serie de análisis de sangre debido a una parálisis en un lado de su rostro. Más tarde, leyó que el periódico sensacionalista National Enquirer había publicado que era VIH positivo y, a raíz de ello, se hizo la prueba que, en efecto, dio ese resultado. Según Berenson, alguien en el hospital habría analizado la sangre de Perkins para detectar el virus y habría filtrado la información al tabloide. También, afirmó que no sabía ni «valía la pena» saber de qué manera se había contagiado su esposo. «Si se entregó a una vida sexual secreta, y si esa vida realmente lo mató, nadie cercano a él parece dispuesto a decir nada al respecto», afirmó Mark Goodman en People. El actor se deprimió profundamente y no hizo pública su situación —ni siquiera a sus amigos—, a fin de no perder trabajos. Para evitar a la prensa —quienes «lo perseguían como buitres», dijo su esposa—, utilizaba nombres falsos para registrarse en los hospitales.
Perkins se afilió al Project Angel Food y pasó dos años ayudando a otros enfermos de sida. Una vez que el estado de su esposo empeoró, Berenson invitó a algunos amigos —entre ellos, Mike Nichols, Richard Benjamin, Paula Prentiss y Roddy McDowall— a que lo despidieran. Perkins falleció el 12 de septiembre de 1992, acompañado de su esposa y sus hijos. Poco después, la portavoz Leslee Dart emitió la última carta del actor: «Decidí no hacer público que tenía sida porque, citando erróneamente a Casablanca, no soy bueno siendo noble, pero no hace falta mucho para ver que los problemas de un viejo actor no son gran cosa en este loco mundo. He aprendido más acerca de amor, altruismo y entendimiento humano de la gente que he conocido en esta gran aventura del mundo del sida que en el mundo competitivo y despiadado en el que pasé mi vida».

## Legado

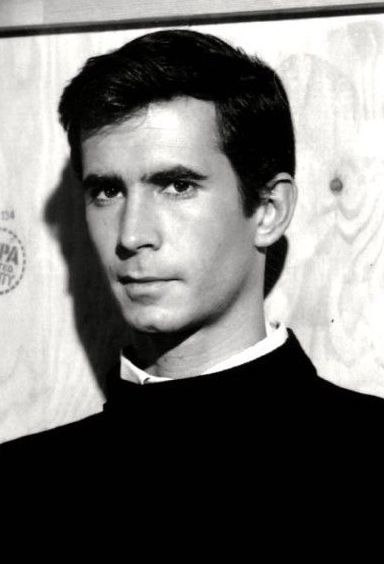
Fotografía promocional de Perkins en Psicosis, película que lo convirtió en un icono cultural

Perkins es considerado un icono cultural y una figura cinematográfica muy influyente por su extensa carrera y, en particular, por su interpretación del homicida Norman Bates en Psicosis. Se han realizado múltiples referencias, parodias y documentales tanto sobre el personaje como la película, que es considerada por muchos críticos como el mejor filme de terror de la historia. El American Film Institute posicionó segundo a Bates en su lista de los mejores villanos de la historia, por debajo del psicópata Hannibal Lecter de The Silence of the Lambs. También, se ha hecho mención al personaje en películas y canciones, como es el caso del tema de Bob Dylan «Motorpsycho Nightmare», que se lanzó en 1964 y que aborda de forma humorística la vida de un vendedor ambulante. En esta, de la siguiente manera, se hace alusión a la escena de la ducha que da muerte al personaje de Janet Leigh: «Yo estaba durmiendo como una rata... Cuando oí algo... Allí estaba Rita... Se veía como Tony Perkins... Ella dijo: "¿Quieres ducharte?... Te llevo hasta la puerta"... Yo dije: "¡Oh, no! ¡No!"»
Incluso años después del estreno de la película, se continuó haciendo referencias a esta. Tal es el caso del slasher de 1996 Scream en la escena en que Billy Loomis revela que es el asesino, al pronunciar la frase: «"Todos nos volvemos un poco locos a veces". —Anthony Perkins, Psicosis». El éxito de Scream generó varias secuelas, y en la cuarta entrega, estrenada en 2011, se introdujo un personaje llamado Anthony Perkins, en honor al actor.
Jane Fonda le dio crédito por hacerla sentir cómoda frente a la cámara, mientras que Michael Simkins, quien trabajó con Perkins en A Demon in My View pocos meses antes de su muerte, destacó su profesionalismo y su disposición a ayudar a sus compañeros, él incluido, que estaba teniendo problemas con una escena. Incluso actores consagrados mostraron su admiración hacia Perkins, como es el caso de Gary Cooper —que interpretó a su padre en Friendly Persuasion—, cuya hija dijo: «Sé que a mi padre le encantaba Perkins. Creía que era una gran actor».
Su fallecimiento a causa de sida también forma parte de su legado, dado que, con Rock Hudson, es uno de los actores más conocidos en morir por esa enfermedad. Se le realizaron innumerables homenajes cuando falleció, provenientes de la prensa y del público por igual. En Nueva Zelanda, el 1 de diciembre de 1994, el Día Mundial del Sida, se incluyó su nombre en una colcha hecha en memoria de las celebridades víctimas de esa enfermedad. Si bien siempre hubo rumores, no fue sino hasta 1996 que se confirmó que el actor había tenido sexo con hombres durante gran parte de su vida, cuando Charles Winecoff publicó la biografía Split Image: The Life of Anthony Perkins. Esta profundizó sobre su vida privada y reveló, entre otras cosas, que el hecho de ser una especie de modelo a seguir para hombres heterosexuales lo atormentaba profundamente. En 2005, Tab Hunter publicó la autobiografía Tab Hunter Confidencial, donde se declaró gay, aún cuando durante toda su vida lo había negado. El actor escribió que Perkins y él fueron pareja durante tres o cuatro años, con muchos altibajos. «Nos gustábamos porque éramos jóvenes actores ambiciosos que nadábamos en la pecera de Hollywood, en aguas oscuras, turbias y traicioneras, especialmente cuando tienes un 'secreto'», dijo.

## Filmografía
- The Actress (1953)
- Friendly Persuasion (1956)
- Cazador de forajidos (1957)
- The Lonely Man (1957)
- Fear Strikes Out (1957)
- The Matchmaker (1958)
- This Angry Age (La diga sul Pacifico, 1958)
- Desire Under the Elms (1958)
- On the Beach (1959)
- Green Mansions (1959)
- Psicosis (1960)
- Tall Story (1960)
- Goodbye Again (1961)
- The Trial (El Proceso) (1962)
- Five Miles to Midnight (1962)
- Fedra (1962)
- The Sword and the Balance (1963)
- Une Ravissante Idiote (1964)
- The Fool Killer (1965)
- Evening Primrose (1966)
- Is Paris Burning? (1966)
- The Champagne Murders (1967)
- Pretty Poison (1968)
- How Awful About Allan (1970)
- WUSA (1970)
- Catch-22 (1970)
- Someone Behind the Door (1971)
- Ten Days Wonder (1971)
- The Life and Times of Judge Roy Bean (1972)
- Play It As It Lays (1972)
- Murder on the Orient Express (1974)
- Lovin' Molly (1974)
- Mahogany (1975)
- Les Misérables (1978)
- First, You Cry (1978)
- Remember My Name (1978)
- The Black Hole (1979)
- Twice a Woman (1979)
- Winter Kills (1979)
- North Sea Hijack, a.k.a. Ffolkes (1980)
- Double Negative (1980)
- For the Term of His Natural Life (1982)
- Psicosis II (1983)
- The Sins of Dorian Gray (1983)
- Crimes of Passion (1984)
- The Glory Boys (1984)
- Psicosis III (1986)
- Napoleon and Josephine: A Love Story (1987)
- Destroyer (1988)
- Edge of Sanity (1989)
- Psycho IV: The Beginning (1990)
- Ghost Writer (1990)
- I'm Dangerous Tonight (1990)
- Daughter of Darkness (1990)
- Chillers (1990)
- Los gusanos no llevan bufanda (1991)
- The Man Next Door (1991)
- In the Deep Woods (1992)
- The Naked Target (1992)

## Premios y distinciones
Premios Óscar
| Año  | Categoría              | Película       | Resultado |
| ---- | ---------------------- | -------------- | --------- |
| 1957 | Mejor actor de reparto | La gran prueba | Nominado  |

Festival Internacional de Cine de Cannes
| Año  | Categoría   | Película       | Resultado |
| ---- | ----------- | -------------- | --------- |
| 1961 | Mejor actor | Otra vez adiós | Ganador   |

En 1991 ganó Premio Donostia del Festival de San Sebastián.